# Camden South
Camden South är en del av en befolkad plats i Australien. Den ligger i kommunen Camden och delstaten New South Wales, i den sydöstra delen av landet, omkring 54 kilometer sydväst om delstatshuvudstaden Sydney. Antalet invånare är 4 343.
Närmaste större samhälle är Ingleburn, omkring 18 kilometer nordost om Camden South.
Trakten runt Camden South består i huvudsak av gräsmarker. Runt Camden South är det tätbefolkat, med 476 invånare per kvadratkilometer. Genomsnittlig årsnederbörd är 1 288 millimeter. Den regnigaste månaden är februari, med i genomsnitt 215 mm nederbörd, och den torraste är juli, med 34 mm nederbörd.